# 15947 Milligan
15947 Milligan è un asteroide della fascia principale. Scoperto nel 1998, presenta un'orbita caratterizzata da un semiasse maggiore pari a 2,5226385 UA e da un'eccentricità di 0,1596006, inclinata di 4,92551° rispetto all'eclittica.